# Sint-Godelievekerk (Oostende)

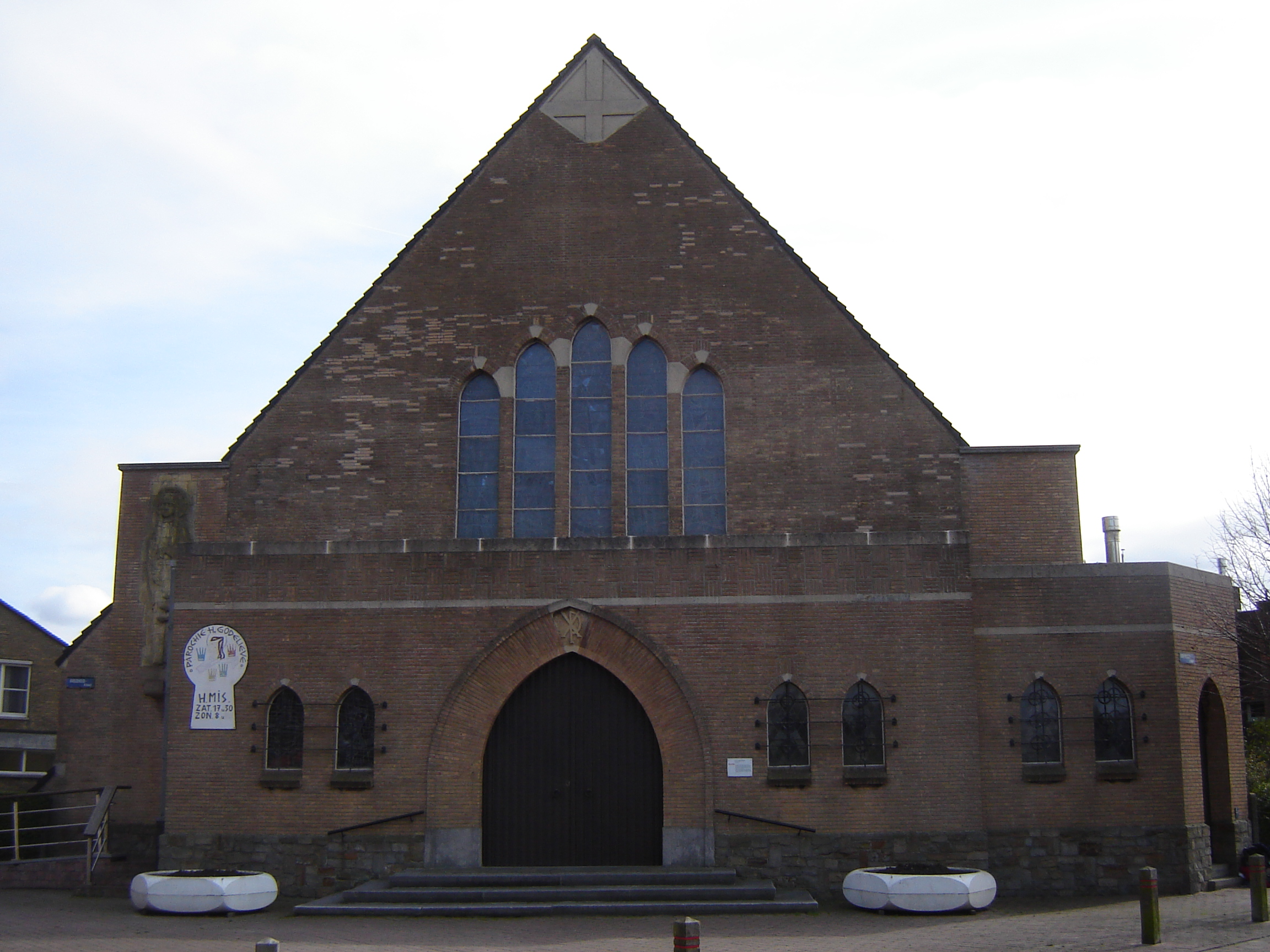
Sint-Godelievekerk

De Sint-Godelievekerk is een voormalige parochiekerk in de West-Vlaamse stad Oostende, gelegen aan de Goedheidstraat in de wijk Westerkwartier.

## Geschiedenis
In 1936 werd een kapelanij gesticht nadat de bevolking van deze wijk toenam door toenemende verkaveling. Deze kapelanij was afhankelijk van de parochie van Mariakerke. De kerk werd gebouwd 1939-1940 naar ontwerp van Silvain Smis. In 1959 werd de kerk verheven tot parochiekerk en nog in 1972 werd een pastorie gebouwd.
In 2015 werd de kerk overgedragen aan de orthodoxe gemeenschap en in 2018 door dezen als Kerk van de Heiligen Konstantijn en Helena in gebruik genomen. De orthodoxe gemeenschap, bestaande uit orthodoxen uit uiteenlopende landen, hield vanaf 2001 vieringen in Oostende, op diverse voorlopige locaties.

## Gebouw
Hoewel aanvankelijk grootser gedacht, is de kerk bescheiden gebleven. Het is een pseudobasilicale kerk die feitelijk een zaalkerk is, daar de zijbeuken erg smal zijn en enkel als wandelgang gebruikt worden. De bastenen kerk wordt gedekt door een zadeldak en heeft een natuurstenen plint. Er is nooit een toren aan de kerk gebouwd.